# Wasteland (album Riverside)
Wasteland – siódmy album studyjny polskiej grupy progrockowej Riverside, wydany 28 września 2018 przez Mystic Production.
Nominowany do Fryderyka 2019 w kategorii «Album Roku – Rock».
Nagrania uzyskały status złotej płyty.

## Lista utworów
1. „The Day After”
2. „Acid Rain”
3. „Vale of Tears”
4. „Guardian Angel”
5. „Lament”
6. „The Struggle for Survival”
7. „River Down Below”
8. „Wasteland”
9. „The Night Before”